# Kajakarstwo na Letnich Igrzyskach Olimpijskich 1960
Wyniki zawodów w kajakarstwie na Letnich Igrzyskach Olimpijskich 1960. Do zawodów przystąpiło 173 zawodników (145 mężczyzn i 28 kobiet) z 24 krajów. Zawody rozgrywane były na jeziorze Albano w Rzymie.

## Medaliści

### Mężczyźni
| Konkurencja             | Złoto                                                                      | Czas    | Srebro                                                                  | Czas    | Brąz                                                              | Czas    |
| C-1 1000 m szczegóły    | János Parti                                                                | 4:33,93 | Aleksandr Siłajew                                                       | 4:34,41 | Leon Rotman                                                       | 4:35,87 |
| C-2 1000 m szczegóły    | ZSRR · Leonid Giejsztor · Siergiej Makarienko                              | 4:17,04 | Włochy · Aldo Dezi · Francesco La Macchia                               | 4:20,77 | Węgry · Imre Farkas · András Törő                                 | 4:20,89 |
| K-1 1000 m szczegóły    | Erik Hansen                                                                | 3:53,00 | Imre Szöllősi                                                           | 3:54,02 | Gert Fredriksson                                                  | 3:55,89 |
| K-1 4 × 500 m szczegóły | Niemcy · Dieter Krause · Günter Perleberg · Paul Lange · Friedhelm Wentzke | 7:39,43 | Węgry · Imre Szöllősi · Imre Kemecsey · András Szente · György Mészáros | 7:44,02 | Dania · Erik Hansen · Helmuth Nyborg · Arne Høyer · Erling Jessen | 7:46,09 |
| K-2 1000 m szczegóły    | Szwecja · Gert Fredriksson · Sven-Olov Sjödelius                           | 3:34,73 | Węgry · András Szente · György Mészáros                                 | 3:34,91 | Polska · Stefan Kapłaniak · Władysław Zieliński                   | 3:37,34 |

### Kobiety
| Konkurencja         | Złoto                                      | Czas    | Srebro                                  | Czas    | Brąz                                        | Czas    |
| K-1 500 m szczegóły | Antonina Sieriedina                        | 2:08,08 | Therese Zenz                            | 2:08,22 | Daniela Walkowiak                           | 2:15,68 |
| K-2 500 m szczegóły | ZSRR · Maria Szubina · Antonina Sieriedina | 1:54,76 | Niemcy · Therese Zenz · Ingrid Hartmann | 1:56,66 | Węgry · Klára Fried-Bánfalvi · Vilma Egresi | 1:58,22 |

## Klasyfikacja medalowa

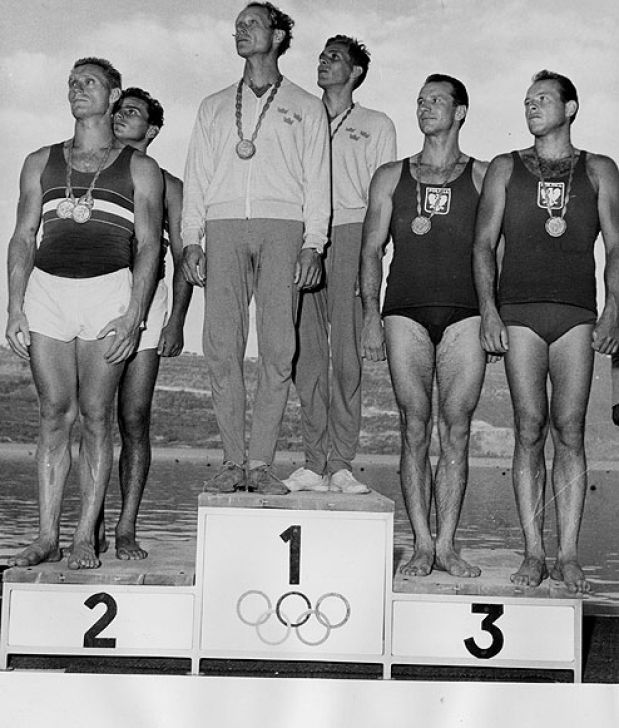
Medaliści w konkurencji K-2 1000 m: Na pierwszym miejscu Szwedzi Gert Fredriksson i Sven-Olov Sjödelius, na drugim Węgrzy András Szente i György Mészáros, na najniższym stopniu podium Polacy Stefan Kapłaniak i Władysław Zieliński

| Klasyfikacja medalowa | Klasyfikacja medalowa | Klasyfikacja medalowa | Klasyfikacja medalowa | Klasyfikacja medalowa | Klasyfikacja medalowa |
| --------------------- | --------------------- | --------------------- | --------------------- | --------------------- | --------------------- |
| Miejsce               | Reprezentacja         | Złoto                 | Srebro                | Brąz                  | Razem                 |
| 1.                    | ZSRR                  | 3                     | 1                     | 0                     | 4                     |
| 2.                    | Węgry                 | 1                     | 3                     | 2                     | 6                     |
| 3.                    | Niemcy                | 1                     | 2                     | 0                     | 3                     |
| 4.                    | Dania                 | 1                     | 0                     | 1                     | 2                     |
| 4.                    | Szwecja               | 1                     | 0                     | 1                     | 2                     |
| 6.                    | Włochy                | 0                     | 1                     | 0                     | 1                     |
| 7.                    | Polska                | 0                     | 0                     | 2                     | 2                     |
| 8.                    | Rumunia               | 0                     | 0                     | 1                     | 1                     |